# Tanya Reinhart
Pour les articles homonymes, voir Reinhart.
Tanya Reinhart (née en juillet 1943 en Palestine mandataire et morte à New York le 17 mars 2007) est une linguiste israélienne connue pour ses prises de positions sur le conflit israélo-palestinien dans divers journaux israéliens et son militantisme anti-sioniste.

## Biographie
Née en 1943 à Haïfa, elle étudie la philosophie, l'hébreu et la littérature comparée à Jérusalem. Puis elle défend une thèse en linguistique au MIT en 1976, sous la direction de Noam Chomsky.
Tanya Reinhart devient professeur de linguistique aux universités de Tel-Aviv et d'Utrecht. Parmi ses publications théoriques, citons " Anaphora and Semantic Interpretation ", Chicago Press, 1983, et " From Cubism to Madona : Subject and Representation in XX° century art " (en hébreu), Tel-Aviv, 2000. Dans les recherches qu'elle mène, elle se spécialise dans les interactions entre la pensée, la sensorimotricité et le fonctionnement du langage. Noam Chomsky a qualifié ses contributions au domaine de la linguistique d'« originales et très influentes », notamment en ce qui concerne « la structure et les opérations syntaxiques, la dépendance référentielle, les principes de la sémantique lexicale et leurs implications pour l'organisation syntaxique, les approches unifiées de l'interprétation sémantique interlinguistique de structures complexes qui semblent superficiellement varier considérablement, la théorie de l'accent et de l'intonation, les systèmes d'analyse syntaxique efficaces, l'interaction des calculs internes avec la pensée et les systèmes sensorimoteurs, la conception optimale en tant que principe fondamental du langage, et bien d'autres choses encore ».
En 1994, après les accords d'Oslo, elle commence, en plus de ses travaux en linguistique, à écrire sur la politique. Elle dispose d'une chronique régulière dans le quotidien israélien Yediot Aharonot,, et publie également des articles sur internet (sur Indymedia)  et dans des forums internationaux. Elle est très opposée à l'occupation des territoires palestiniens. Selon elle, « Pour entamer de vraies négociations, Israël doit se retirer unilatéralement » des territoires palestiniens occupés. Elle se déclare favorable au boycott académique d'Israël.
Elle est mariée au poète de langue hébraïque Aharon Shabtai. Elle quitte Israël et s'installe aux États-Unis, à la suite des pressions que lui valent ses prises de position politique. Elle meurt, âgée de 63 ans, d'un accident vasculaire cérébral dans son sommeil le 17 mars 2007 à New York,,.

## Principales publications
- Détruire la palestine, ou comment terminer la guerre de 1948, La Fabrique, 2002
- L’héritage de Sharon. Détruire la Palestine suite, La Fabrique, 2006